# Господарсько-кооперативний часопис
Господа́рсько-кооперати́вний часо́пис — періодичне видання українського кооперативного руху, яке виходило у Львові між роками 1921—1944; у ньому друкувалися як і теоретичні, так і практичні статті на економічні та сільськогосподарські теми освітнього та повчального характеру. Спочатку місячник, з 10 серпня 1922 — півмісячник, а з 1925 — тижневик; видання не з'являлося у 1940-1.
Часопис редагували протягом років його існування Ю. Павликовський (1921), М. Корчинський і А Гаврилко (1922-7), З. Пеленський (1927–1930), Є. Храпливий (1930-3) і В. Софронів-Левицький (1933–1944). Видання ілюстрував Е. Козак.